# Samuele Papi
Samuele Papi (Ancona, 20 maggio 1973) è un allenatore di pallavolo ed ex pallavolista italiano, di ruolo schiacciatore, vice allenatore della You Energy.

## Carriera

### Giocatore

Un promettente Papi (nel carrello) in una posa scherzosa con i compagni di Falconara nella stagione 1991-92

La carriera di Papi inizia nella stagione 1990-91 quando fa il suo esordio, a soli 17 anni, in Serie A1 con la Pallavolo Falconara, club a cui resta legato per quattro stagioni; il 15 dicembre 1993 fa il suo esordio nella nazionale italiana durante l'All Star Game e l'anno successivo vince la medaglia d'oro sia alla World League, sia al campionato mondiale, che alla World Top Four.
Nella stagione 1994-95 viene ingaggiato dal Cuneo VBC, dove resta per quattro annate, aggiudicandosi la Coppa Italia 1995-96, una Supercoppa italiana, due Coppe delle Coppe, la Coppa CEV 1995-96 e due Supercoppe europee; nel frattempo con la nazionale vince la medaglia d'oro al campionato europeo 1995 e quella di bronzo a quello del 1997, la medaglia d'oro alla Coppa del Mondo 1995, la medaglia d'argento ai Giochi della XXVI Olimpiade di Atlanta 1996 e nuovamente l'oro al campionato mondiale 1998, oltre a tre medaglie d'oro ed una d'argento alla World League.
Nella stagione 1998-99 inizia un lungo sodalizio con la Volley Treviso di Treviso che durerà per tredici stagioni: in questo lasso di tempo si aggiudica sei scudetti, quattro Coppe Italia, sette Supercoppe italiane, tre Champions League, una Supercoppa europea, la Coppa CEV 2002-03 (antenata della Challenge Cup) e la Coppa CEV 2010-11; nel frattempo, con la nazionale, vince una medaglia di bronzo e una d'argento rispettivamente ai Giochi olimpici di Sydney 2000 e di Atene 2004, due medaglie d'oro e una d'argento al campionato europeo, un bronzo alla Coppa del Mondo 1999 e un argento a quella del 2003 e medaglia sia d'oro, che d'argento, che di bronzo alla World League: nel 2004 lascia la squadra nazionale.
Nella stagione 2011-12 passa alla Pallavolo Piacenza, club a cui resta legato per cinque stagioni, giocando in qualche caso anche come libero, con cui vince la Challenge Cup 2012-13 e la Coppa Italia 2013-14; viene nuovamente convocato in nazionale nel 2012 vincendo la medaglia di bronzo ai Giochi della XXX Olimpiade di Londra: al termine dell'evento lascia definitivamente la nazionale, mentre l'addio alla pallavolo giocata avviene alla fine della stagione 2016-17.
Nel 2022 viene inserito nella Volleyball Hall of Fame.

### Allenatore
Nel febbraio 2022 affianca Dante Boninfante, nel ruolo di vice allenatore, sulla panchina del Prata, per la seconda parte della stagione 2021-22, in Serie A3, conquistando immediatamente la Coppa Italia di categoria.
Sempre nel ruolo di vice di Boninfante, nell'aprile 2022 entra nello staff tecnico della Grecia, fino al 2023, dalla stagione 2024-25 alla Prisma Taranto e da quella 2025-26 alla You Energy, entrambe in Superlega.

## Palmarès

### Giocatore

#### Club
- Campionato italiano: 6

1998-99, 2000-01, 2002-03, 2003-04, 2004-05, 2006-07
- Coppa Italia: 6

1995-96, 1999-00, 2003-04, 2004-05, 2006-07, 2013-14
- Supercoppa italiana: 8

1996, 1998, 2000, 2001, 2003, 2004, 2005, 2007
- Coppa dei Campioni/Champions League: 3

1998-99, 1999-00, 2005-06
- Coppa delle Coppe: 2

1996-97, 1997-98
- Coppa CEV: 1

2010-11
- Coppa CEV/Challenge Cup: 3

1995-96, 2002-03, 2012-13
- Supercoppa europea: 3

1996, 1997, 1999

#### Nazionale (competizioni minori)
- World Top Four maschile 1994

#### Premi individuali
- 1994 - World Top Four: Miglior attaccante
- 1994 - World Top Four: Miglior difesa
- 2003 - Campionato europeo: Miglior ricevitore
- 2004 - World League: Miglior attaccante
- 2016 - Superlega: Passione per lo sport

### Allenatore

#### Club
- Coppa Italia di Serie A3: 1

2021-22